# Атанас Алтъпармаков
Атанас Костов Алтъпармаков или Алтипармаков е български общественик, български митрополитски наместник в Битоля през Възраждането.

## Биография
Алтъпармаков е роден в 1862 година в град Битоля, тогава в Османската империя, днес в Северна Македония. Брат е на Никола Алтъпармаков. Става митрополитски наместник в Битоля и допринася за откъсването на битолското арумънско население от гъркоманията и за включването му в българските национални борби.
Умира в Горна Джумая на 10 август 1927 година.
Христо Силянов пише за Алтъпармаков:
| „ | Въ Битоля единъ отъ протагониститѣ за отдѣлянето на власитѣ въ отдѣлна община е българскиятъ свещеникъ Атанасъ Алтъпармаковъ. Добъръ познавачъ на ромънския езикъ, попъ Атанасъ привлѣче множество власи въ своята енория къмъ българската църква и можа да имъ влѣе съзнанието, че тѣ сѫ отдѣлна народность, която нѣма нищо общо съ гръцката. Когато по-после се тури въ Битоля начало на отдѣлна влашка община, свѣстенитѣ отъ попъ Атанаса власи образуваха едно отъ най-старитѣ и солидни нейни ядра. Близостьта, създадена върху почвата на народностното свѣстяване, улесни сътрудничеството на двата елемента и въ полето на революционната борба, въ името на автономията. В Крушево, въ Охридъ, въ Магарево, Търново, Маловища и други селища отъ Битолския вилаетъ, както и влашкитѣ селища въ Пирина и другаде, власитѣ не бѣха само съчувственици, но и активни участници въ революционната борба: понасяха всички тяжести и рискове на общото дѣло. | “ |